# أكيرا إيشيكاوا
أكيرا إيشيكاوا (باليابانية: 石川晶؛ بالكانا: いしかわ あきら) كان ضارب طبول، وقائد فرقة جاز ياباني، ولد في 10 نوفمبر 1934 في يوكوسوكا في اليابان، وتوفي في 10 فبراير 2002.

## مسيرته الفنية
بدأ إيشيكاوا مسيرته الموسيقية مع شين ماتسوموتو وفرقة نيو باسيفيك. في السنوات اللاحقة، قام بجولات موسيقية مع تشكيلاته الخاصة مثل أكيرا ميازاوا مودرن أول ستارز وتوشيو هوساكا. في سنواته اللاحقة، عزف مع توشيوكي ميياما وفرقة نيو هيرد؛ وفي عامي 1964-1965، سجل مع ميياما ألبومين: مودرن جاز هايلايتس، ومودرن جوكبوكس.
بدءًا من أواخر الستينيات، بدأ إيشيكاوا التسجيل باسمه الخاص، حيث أصدر ألبوم Soul Session عام 1969، وألبوم The Gentures in Beat Pops عام 1970، بمشاركة موسيقيين مثل هيروماسا سوزوكي، وكيوشي سوجيموتو، وماساوكي تيراكاوا. مع فرقته Count Buffaloes، أصدر ألبوم Electrum الذي كان ذا طابع جاز-روك في عام 1970، تبعه Drums Concerto (1971)، African Rock (1972)، Uganda (1972) و Get Up! (1975).
كما تعاون في السبعينيات مع يوشيكو جوتو، وكويتشي أوكي، وكيوشي سوجيموتو (في ألبوم Our Time، 1974)، ومع أكيو ساساكي (في ألبوم Berklee Connection، 1980). وفي مجال الجاز، شارك بين عامي 1964 و1980 في 14 جلسة تسجيل.
ديسكوغرافيا (قائمة الألبومات):
- Soul Session (1969)
- The Gentures in Beat Pops (1970)
- Drums Concerto (1971)
- Uganda (1972)
- Dynamic Latin Exotic Sound (1972)
- African Rock (1972)
- Back to Rhythm (1975)
- Get Up! (1975)
- Okinawa (1976)

## وصلات خارجية
- أكيرا إيشيكاوا على موقع IMDb (الإنجليزية)
- أكيرا إيشيكاوا على موقع ميوزك برينز (الإنجليزية)
- أكيرا إيشيكاوا على موقع أول ميوزيك (الإنجليزية)
- أكيرا إيشيكاوا على موقع ديسكوغز (الإنجليزية)